# Schwanden bei Brienz
Schwanden bei Brienz (do 1911 Schwanden) – gmina (niem. Einwohnergemeinde) w Szwajcarii, w kantonie Berno, w regionie administracyjnym Oberland, w okręgu Interlaken-Oberhasli.

## Demografia
W Schwanden bei Brienz mieszka 625 osób. W 2020 roku 7,8% populacji gminy stanowiły osoby urodzone poza Szwajcarią.